# 曹喜八
曹喜八（：／ Cho Hee-pal，1957年3月15日—2011年12月19日？），又名曹永福，韩裔中国籍商人、诈骗嫌疑犯，韩国历史上最大的诈骗案“曹喜八诈骗案”主要嫌疑人。2008年案发前携款逃往中国并取得中国护照，据信于2011年在山东烟台猝死，但有人怀疑其并未死去。

## 生平
曹喜八1957年出生于韩国庆尚北道永川郡（今属永川市），本贯昌宁曹氏。2004年10月至2008年10月末，曹喜八在韩国全国范围进行有关医疗器械租赁的生意。据韩国司法部门指控，曹喜八等人设下庞氏骗局，在韩国诈骗约4万亿韩元，导致超过4万余人受害，涉及韩国多项产业，包括房地产租赁业、环境事业、旅游休闲等项目。2008年事发后，曹喜八从韩国浦项潜逃，辗转偷渡到中国。随后国际刑警组织发布红色通缉令，抓捕曹喜八等人。
潜逃到中国后，曹喜八改名“曹永福”，并于2009年取得了中国护照，其户籍所在地为黑龙江省五常市，出生地则被登记成了吉林省。

## 报称死亡及质疑
2011年，曹喜八的家人称，曹喜八因饮酒过度导致心肌梗塞，经抢救无效，于2011年12月19日死于山东烟台，并于12月21日烟台市芝罘区殡仪馆火化。曹的家人还公布了据称是遗体告别仪式的视频影像。韩国警方也于2012年5月21日确认了曹喜八的死讯，稍后国际刑警组织撤下红色通缉令。
但随后有人提出质疑。曹家提供的视频中，曹喜八只有脸部的特写镜头，同时镜头里出现了一位向照相机摆手势的男人，有人因此怀疑曹喜八是在诈死，以逃避抓捕。“曹喜八之死”也被指出有诸多不合理之处，如曹喜八在山东威海的“住址”实为一家模具工厂、火化证明上的签发日期12月11日早于“死亡日期”、“曹永福”报称死亡后并未按照规定注销户籍等等。甚至有消息称有人在曹喜八“死后”亲眼见到其本人。韩国警方也表示，仅凭骨灰无法检验DNA，也无法证明死者是否就是曹喜八。